# Cori
Cori é uma comuna italiana da região do Lácio, província de Latina, com cerca de 10.522 habitantes. Estende-se por uma área de 86 km², tendo uma densidade populacional de 122 hab/km². Faz fronteira com Artena (RM), Cisterna di Latina, Lariano (RM), Montelanico (RM), Norma, Rocca Massima, Segni (RM).
Era conhecida como Cora (em latim: Cora) durante o período romano.

## Demografia
| Variação demográfica do município entre 1861 e 2011                               |
|                                                                                   |
| Fonte: Istituto Nazionale di Statistica (ISTAT) - Elaboração gráfica da Wikipedia |